# Gotthilf Samuel Falbe
Gotthilf Samuel Falbe (* 11. April 1768 in Woldenberg; † 23. Juni 1849 in Stargard) war ein deutscher Klassischer Philologe und Gymnasialdirektor. Er leitete das Collegium Groeningianum in Stargard in Pommern. 

## Leben
Falbe wurde in Woldenberg in der Neumark als Sohn eines Ackerbürgers geboren. Seine Familie soll einstmals ritterbürtig gewesen sein. Er besuchte zunächst die Stadtschule in Woldenberg und wechselte dann im Jahre 1783 auf das Friedrichswerdersche Gymnasium in Berlin, wo der Direktor Friedrich Gedike ihn förderte. Ab 1790 studierte er, durch Stipendien unterstützt, an der Universität Halle. Hier studierte er evangelische Theologie, besuchte aber auch das philologische Seminar von Friedrich August Wolf. Ab 1792 besuchte er Gedikes Seminar zur Bildung gelehrter Schulmänner. 
Im Jahre 1793 ging er nach Stargard in Pommern, wo er Professor am Collegium Groeningianum und Subrektor der Ratsschule wurde. 1806 stieg er zum Rektor der beiden Schulen auf. Als die Pommersche Regierung ihren Sitz in Stargard erhielt, wurde er auch Schulrat. Im Jahre 1812 wurden unter seiner Leitung das Collegium, die Realschule und die Ratsschule zum „Staatlichen und Gröning'schen Gymnasium“ vereinigt. Bis zu seiner Pensionierung 1848 leitete er das Gymnasium. 
Neben dem Schuldienst widmete er sich der Klassischen Philologie, veröffentlichte hierzu aber fast nur Aufsätze in Schulprogrammen. Daneben forschte und veröffentlichte er zur Geschichte der Stargarder Schulen. 
Falbe starb kinderlos 1849. Sein Vermögen bestimmte er fast ganz für milde Zwecke und für wissenschaftliche Arbeiten; es wurde als Falbesche Stiftung geführt. Seine umfangreiche Bibliothek und seine Manuskripte hinterließ er seiner Schule. 

## Schriften
- Versuch einer Geschichte des illustern Grönigschen Collegiums. Stargard 1799 (Online).
- Geschichte des Gymnasiums und der Schulanstalten zu Stargard nebst den beiden Testamenten des hochverdienten Bürgermeisters Gröning, milden Stifters des hiesigen Gymnasiums. Stargard 1831 (Online).